# Pierre de La Châtre
Pierre de La Châtre († 1171) war von 1141 bis 1171 Erzbischof von Bourges. Er war ein Schüler des Erzbischofs Alberich von Reims (1085–1141). Pierre entstammte der Familie La Châtre und war ein Cousin oder Neffe des Kardinals und Laterankanonikers Aimery de La Châtre, einem Sekretär des Papstes Innozenz II. (1088–1143).

## Als Erzbischof
Die Ernennung Pierres de La Châtre zum Erzbischof von Bourges löste eine über mehrere Jahre schwelende Krise zwischen Ludwig VII. von Frankreich und Papst Innozenz II. aus. Traditionell stand dem französischen König ein Vorschlagsrecht bei der Wahl des Erzbischofs zu. Als Ludwig jedoch seinen Kanzler Cadurc für das Amt nominierte, erhob das Domkapitel Einwände und machte sich für einen eigenen Kandidaten stark. Dem von Papst Innozenz II. ernannten Pierre de La Châtre verweigerte Ludwig den Einzug in Bourges und, als der Papst die Minister des Königs aufforderte, ihren Herren daran zu hindern, sich weiterhin so „närrisch wie ein Schuljunge zu verhalten“, legte Ludwig einen Schwur auf Reliquien ab, dass Pierre de La Chatre Bourges nicht betreten werde, solange er lebe. Papst Innozenz exkommunizierte daraufhin Ludwig. Diese Exkommunikation stellte eine schwere Strafe sowohl für den tiefgläubigen Ludwig als auch für die Bürger seiner Residenzstädte dar. In keiner Stadt oder Burg, in der er residierte, durften Glocken läuten, Gottesdienste oder kirchliche Beerdigungen und Taufen durchgeführt oder Ehen geschlossen werden.
Der Konflikt zwischen dem französischen König und dem Papst um die Ernennung des Erzbischofs von Bourges wurde durch eine weitere Affäre zusätzlich kompliziert. Im Haushalt der französischen Königin Eleonore von Aquitanien lebte unter anderem ihre jüngere Schwester Petronilla. Die 16-Jährige begann im Sommer 1141 eine Affäre mit dem 35 Jahre älteren Raoul de Vermandois, der mit einer nahen Verwandten von Graf Theobald von Champagne verheiratet war. Im Winter 1141/1142 fand Ludwig drei wohlgesinnte Bischöfe, die Raoul de Vermandois’ bestehende Ehe wegen zu enger Blutsverwandtschaft aufhoben und ihn anschließend mit Petronilla verheirateten. Theobald von Champagne nahm nicht nur seine Verwandte und ihre Kinder in seinem Haushalt auf, sondern protestierte bei Papst Innozenz auch gegen Ludwigs Einmischung in eine Angelegenheit, die allein von der Kirche zu entscheiden sei. Unterstützung fand Theobald bei Bernhard von Clairvaux, der sich gegenüber Papst Innozenz schockiert über das Verbrechen gegen die Familie Champagne und gegen das Sakrament der Ehe äußerte.
Der Konflikt zwischen Ludwig und Papst Innozenz II. fand erst mit dem Tode des Papstes ein Ende. Sein Nachfolger Coelestin II. zeigte sich versöhnlicher und hob als Geste seines guten Willens den Bann gegen Ludwig auf. Bernhard von Clairvaux organisierte im Winter 1143/1144 eine Reihe von Treffen, die schließlich zur Bereinigung der Krise führte. Am 22. April 1142 musste bei einer in Saint Denis stattfindenden Konferenz Ludwig seinen Ehrgeiz begraben, seinen Kandidaten für das Amt des Erzbischofs durchzusetzen, und akzeptierte Pierre de La Châtre als Erzbischof.

## Werk
Einige Briefe von Pierre de la Châtre an Ludwig VII. und an Suger von Saint-Denis (1080/1081–1151) sind erhalten. In der Gallia Christiana gibt es zwei Chartas von ihm. 1156 nahm er das Kloster Chalivoy unter seinen Schutz. 1159 bestätigte er die Gründung des Klosters Noirlac.